# Temeleuți (Călărași)
Temeleuţi è un comune della Moldavia situato nel distretto di Călărași di 1.412 abitanti al censimento del 2004